# 3-溴苯甲醛
3-溴苯甲醛是一种有机化合物，化学式为C7H5BrO。它在室温为无色液体。

## 制备
3-溴苯甲醛可由苯甲醛和溴在氯化铝催化下、在1,2-二氯乙烷中于40-45°C反应得到；或通过3-溴苯甲醇的催化氧化反应制得。
3-溴苯甲醛肟和四氯化钛、碘化钠在乙腈中反应，也能得到3-溴苯甲醛。

## 性质
3-溴苯甲醛的C–Br键和醛基都可发生反应。例如，它可以和苯硼酸在钯催化剂和碱的存在下发生铃木偶联反应（C–C偶联），得到联苯-3-甲醛：
它和活泼亚甲基化合物可以发生克脑文盖尔缩合反应，例如和氰乙酸乙酯反应，生成3-(3-溴苯基)-2-氰基丙烯酸乙酯；和丙二腈反应，生成3-溴亚苄基丙二腈：
它和胺可以发生C–N偶联反应，如和苄胺反应，得到N-(3-溴亚苄基)苄胺；和4-氨基吗啉反应，得到N-(3-溴亚苄基)氨基吗啉。
其醛基也可以发生氧化还原反应，如它可以被硼氢化钠还原为3-溴苯甲醇；在钯催化下被氢气还原为3-溴甲苯；或者被氧气、过氧化叔丁醇等氧化剂氧化为3-溴苯甲酸。